# Hipersensibilidad de tipo I
Una reacción de hipersensibilidad de tipo I (o hipersensibilidad inmediata) es una reacción alérgica provocada por la reexposición a una antígeno específico referido como alérgeno. La exposición puede ser por ingestión, inhalación o contacto directo.

## Fisiopatología
La diferencia entre una respuesta inmune normal y otra de hipersensibilidad de tipo I, es que esta última está mediada por la inmunoglobulina IgE. La IgE se adhiere a la superficies de algunas células como los mastocitos y los basófilos. Los mastocitos y basófilos cubiertos por IgE se sensibilizan. Posteriores exposiciones al mismo alérgeno, provocan las desgranulación y secreción de mediadores farmacológicamente activos como la histamina, los leucotrienos (LTC4 y LTD4), y prostaglandinas que actúan sobre los tejidos circundantes. Los principales efectos de estos productos son la vasodilatación, hipovolemia, contracción del músculo liso pudiendo llegar al edema de glotis, provocando el llamado choque anafiláctico en minutos desde la exposición con el alérgeno.